# Arctosa janetscheki
Arctosa janetscheki este o specie de păianjeni din genul Arctosa, familia Lycosidae, descrisă de Buchar, 1976.
Este endemică în Nepal. Conform Catalogue of Life specia Arctosa janetscheki nu are subspecii cunoscute.